# Modeschule Hallein
Die Modeschule Hallein ist eine Erzbischöfliche Privatschule in Hallein und als Höhere Lehranstalt für Mode und Bekleidungstechnik eine berufsbildende höhere Schule.

## Geschichte
1723 gründete die Halleiner Bürgerstochter Theresia Zechner eine Schwesterngemeinschaft (später Halleiner Schulschwestern), die Mädchen Stricken, Nähen und der Wollspinnerei und außerdem in Lesen und Schreiben unterrichtete.
1783 wurde von der damaligen bayrischen Regierung eine neue Schulmethode befohlen, damit wich die private Unterweisung einem systematischen Unterricht. Die Erfolge bei den jährlichen öffentlichen Prüfungen und die allgemeine Schulpflicht erhöhten die Schülerzahl auf etwa 120 bis 150.
1927 wurde eine zweijährige Gewerbeschule für Weiß- und Kleidernäher gegründet. Die NSDAP löste 1938 die Schule auf und konfiszierte alle ordenseigenen Gebäude. Sieben Jahre später wurde die Unterrichtstätigkeit wieder aufgenommen, die Ausbildungsdauer wurde auf drei Jahre verlängert.
Für eine Ausweitung der Berufsberechtigungen wird 1966 die Ausbildung um kaufmännische Unterrichtsgegenstände erweitert. Seit 1977 wird neben der Fachschule für Damenkleidermacher auch eine Höhere Lehranstalt für Mode und Bekleidungstechnik, die mit Reife- und Diplomprüfung abschließt, geführt.
Ab 1995 können die Schüler zwischen den Ausbildungsschwerpunkten Modemarketing sowie Modedesign wählen, ab 2009 heißen die Schwerpunkte Modemarketing und Visual Merchandising sowie Modedesign und Grafik. Die Fachschule läuft 2012 aus und es wird nur noch die Höhere Lehranstalt für Mode weitergeführt.
Im November 2013 wird die Modeschule Hallein als erste Entrepreneurship-Modeschule Österreichs zertifiziert. Mit Beginn des Schuljahres 2016/17 übernimmt die Erzdiözese Salzburg unter der Leitung von Erzbischof Franz Lackner die Schulerhalterschaft der Modeschule Hallein.
Die Ausweitung des Bildungsangebotes um den Schulzweig Hairstyling, Visagistik und Maskenbildnerei und ein berufsbegleitendes Modekolleg erforderte eine Erweiterung der Schule. Dafür wurden das ehemalige Pensionat und die Schule generalsaniert und zu einem Gebäudekomplex vereint. Im Innenbereich entstanden neue Modewerkstätten, Hairstylingsalons, sowie ein Visagistik- und Maskenbildnerei-Studio. Der Umbau mit einem Volumen von 3,5 Millionen Euro wurde von Bund, Land und Erzdiözese Salzburg finanziert und 2017 abgeschlossen.

## Leitung
- Schwester Berta Muschler
- Walter Scheichl
- Paul Notdurfter 1985–2012
- Michaela Joeris 2012–2020[6]
- Elke Austerhuber 2020–2022[7]
- Andrea Luckart 2022[8]